# Elecciones provinciales del Chubut de 1991
Las elecciones generales de la provincia del Chubut de 1991 tuvieron entre septiembre y octubre del mencionado año con el objetivo de renovar los cargos de Gobernador y Vicegobernador, y los 27 escaños de la Legislatura Provincial para el período 1991-1995.
En estos comicios se utilizó un peculiar sistema electoral, único en el país, únicamente para la elección. En primer lugar, se estableció para las elecciones de gobernador la ley de doble voto simultáneo, o ley de lemas, en el que cada partido político o coalición de partidos es un lema, y cada lema puede tener varios sublemas (listas de candidaturas de candidatos agrupados en torno al lema pero con énfasis políticos diferentes del partido/lema o con una organización propia dentro del partido/lema). Sin embargo, también se agregó el sistema de segunda vuelta electoral o balotaje en caso de que ninguno de los sublemas superara el 50% de los votos. Esta medida tenía como finalidad facilitar una interna partidaria sin comprometer el resultado de la elección. Es decir, sin que el candidato más votado no resultara electo.
La elección se realizó el 8 de septiembre y tal y como se pronosticaba, Carlos Maestro, candidato de la Unión Cívica Radical (UCR), obtuvo la primera minoría de votos como candidato individual, con el 31.78%. El lema del oficialista Partido Justicialista (PJ) por sí solo superó el 53% de los votos válidos, pero su candidato más votado, Osvaldo Sala, solo obtuvo el 26.52% individualmente, por lo que pasó a una segunda vuelta contra Maestro. La misma se realizó el 13 de octubre, y Maestro obtuvo una decisiva victoria sobre Sala con el 52.95% de los votos válidos, accediendo a la gobernación. Sin embargo, fue condicionado por el hecho de que, debido al sistema de "mayoría automática" que rige en las elecciones legislativas chubutenses, el justicialismo tenía mayoría en la Legislatura Provincial.
Tras los comicios la ley de lemas, así como la segunda vuelta, fueron eliminados del sistema electoral chubutense, retornándose al escrutinio mayoritario.

## Resultados

### Gobernador y vicegobernador - Primera vuelta
| Lema                             | Lema                             | Sublema                                             | Fórmula               | Fórmula               | Sublema               | Sublema               | Lema    | Lema  |
| Lema                             | Lema                             | Sublema                                             | Gobernador            | Vicegobernador        | Votos                 | %                     | Votos   | %     |
| -------------------------------- | -------------------------------- | --------------------------------------------------- | --------------------- | --------------------- | --------------------- | --------------------- | ------- | ----- |
|                                  | Partido Justicialista            |                                                     | Osvaldo Sala          | Venicio Fenizi        | 41.272                | 28,15                 | 78.352  | 53,44 |
| Chubut para Todos                | Partido Justicialista            | Marcelo Guinle                                      |                       | 33.288                | 22,70                 |                       | 78.352  | 53,44 |
| Lealtad y Honestidad para Chubut | Partido Justicialista            |                                                     |                       | 1.699                 | 1,16                  |                       | 78.352  | 53,44 |
| Federalismo y Liberación         | Partido Justicialista            |                                                     |                       | 1.272                 | 0,87                  |                       | 78.352  | 53,44 |
| Chubut Ahora o Nunca             | Partido Justicialista            |                                                     |                       | 821                   | 0,56                  |                       | 78.352  | 53,44 |
|                                  | Unión Cívica Radical             |                                                     | Carlos Maestro        | Jorge Aubía           | —                     | —                     | 49.466  | 33,74 |
|                                  | Partido Acción Chubutense        |                                                     | Osvaldo Williams      | Emilio Angelinic      | 6.960                 | 4,75                  | 10.376  | 7,08  |
| Reafirmación Federal             | Partido Acción Chubutense        |                                                     |                       | 3.416                 | 2,33                  |                       | 10.376  | 7,08  |
|                                  | MID - PDP                        | López Salaberry Gobernador                          | Luis López Salaberry  |                       | —                     | —                     | 2.905   | 1,98  |
|                                  | Partido Justicia Social          | Malvinas Argentinas                                 |                       |                       | —                     | —                     | 1.792   | 1,22  |
|                                  | Movimiento al Socialismo         | Por un gobierno de los Trabajadores y el Socialismo |                       |                       | —                     | —                     | 1.015   | 0,69  |
|                                  | Unión del Centro Democrático     | Unidad Liberal                                      |                       |                       | —                     | —                     | 950     | 0,65  |
|                                  | Alianza Unidad Popular           | Participación y Democracia                          |                       |                       | —                     | —                     | 938     | 0,64  |
|                                  | Partido Socialista Auténtico     | 1.º de Mayo                                         |                       |                       | —                     | —                     | 439     | 0,30  |
|                                  | Partido del Trabajo y del Pueblo | Frente Popular Chubutense                           |                       |                       | —                     | —                     | 383     | 0,26  |
| Votos positivos                  | Votos positivos                  | Votos positivos                                     | Votos positivos       | Votos positivos       | Votos positivos       | Votos positivos       | 146.616 | 94,21 |
| Votos en blanco                  | Votos en blanco                  | Votos en blanco                                     | Votos en blanco       | Votos en blanco       | Votos en blanco       | Votos en blanco       | 9.006   | 5,79  |
| Participación                    | Participación                    | Participación                                       | Participación         | Participación         | Participación         | Participación         | 155.622 | 77,71 |
| Electores registrados            | Electores registrados            | Electores registrados                               | Electores registrados | Electores registrados | Electores registrados | Electores registrados | 200.258 | 100   |
| Fuentes:                         |                                  |                                                     |                       |                       |                       |                       |         |       |

### Gobernador y vicegobernador - Segunda vuelta
| Fórmula               | Fórmula               | Partido               | Partido               | Votos   | %     |
| Gobernador            | Vicegobernador        | Partido               | Partido               | Votos   | %     |
| --------------------- | --------------------- | --------------------- | --------------------- | ------- | ----- |
| Carlos Maestro        | Jorge Aubía           |                       | Unión Cívica Radical  | 78.512  | 52,95 |
| Osvaldo Sala          | Venicio Fenizi        |                       | Partido Justicialista | 69.753  | 47,05 |
| Votos positivos       | Votos positivos       | Votos positivos       | Votos positivos       | 148.265 | 95,67 |
| Votos en blanco       | Votos en blanco       | Votos en blanco       | Votos en blanco       | 4.837   | 3,12  |
| Votos nulos           | Votos nulos           | Votos nulos           | Votos nulos           | 1.866   | 1,20  |
| Participación         | Participación         | Participación         | Participación         | 154,968 | 77,38 |
| Electores registrados | Electores registrados | Electores registrados | Electores registrados | 200.258 | 100   |
| Fuente:               |                       |                       |                       |         |       |

### Legislatura
| Partido/Alianza       | Partido/Alianza           | Votos   | %     | Bancas | Electos |
| --------------------- | ------------------------- | ------- | ----- | ------ | --- |
|                       | Partido Justicialista     | 68.560  | 49,92 | 16/27  | Ver electos: - Carlos Alberto Torrejón - Eduardo José Abraham - José Raúl Heredia - Juan Mario Pais - Edgar Osvaldo Gort - Luis Arturo Arden - Jorge Raúl Correa - Arnaldo Hugo Barone - Eugenio Oscar Pastrian - Carlos Alberto Gutiérrez - Juan Manuel Díaz - Néstor José di Pierro - María Antonia Viladrich de Billone - Oscar Rubén Curtale - Walter Osvaldo Rey - Oscar Américo Banegas |
|                       | Unión Cívica Radical      | 46.395  | 33,78 | 9/27   | Ver electos: - Luis Eduardo García - Silvia Estela Moore - Fortunato Rafael Cambareri - Jorge Omar Austin - Roberto Carlos Aquilino Risso - Raúl Osvaldo Barneche - José Luis Pasutti - María Teresa Lernoud - Juan Carlos Chayep |
|                       | Partido Acción Chubutense | 92.156  | 16,40 | 2/27   | Ver electos: - Rafael Federico Aragón - Guillermo Milton Schneider |
|                       | Otros partidos            | 9.651   | 7,03  |        | |
| Votos positivos       | Votos positivos           | 137.352 | 89,09 |        | |
| Votos en blanco       | Votos en blanco           | 16.812  | 10,91 |        | |
| Votos nulos           | Votos nulos               | 0       | 0,00  |        | |
| Participación         | Participación             | 154.164 | 76,98 |        | |
| Electores registrados | Electores registrados     | 200.258 | 100   |        | |
| Fuente:               |                           |         |       |        | |